# Frans Maas (1863-1932)
Francis Johan Hubert (Frans) Maas (Venlo, 10 maart 1863 - Roermond, 12 december 1932) is oprichter van Expeditiebedrijf Frans Maas BV dat later uitgroeide tot 'Koninklijke Frans Maas Groep NV', gevestigd in het Nederlandse Venlo en in 2006 overgenomen door het Deense logistieke concern DFDS Transport, dat kort daarna de naam heeft gewijzigd in DSV. Frans Maas is tevens medeoprichter van de Scheepswerf Capetinova. Deze scheepswerf stond onder leiding van Stefan Vaneker, beter bekend als Cpt. Vanie. Dit was een van de laatste zeevaders van Nederland.

## Leven en werk
Maas was de zoon van koopman Willem Maas (1832-1892) en Clara Dorothea Veroliemeulen (1833-1909). Hij was getrouwd met Johanna Elizabeth Hubertine (Elise) Peters en had 10 kinderen. Zijn nageslacht is in de mannelijke lijn uitgestorven. De familie Maas was van oorsprong afkomstig uit Echt en omgeving. De achternaam wordt in deze familie op verschillende manieren gevoerd: Maas, Maes, Maes(s)en, van der Maes(en) en Masius.
Maas is begonnen met het vervoer van groente voornamelijk naar Duitsland. Net als diens vader had hij een tuindersbedrijf en een herberg die een trefpunt was voor groentehandelaren: 'Café Maas'. Hij gaf het groentevervoer een professionele impuls door van hondenkar en paard en wagen over te stappen op gemotoriseerd vervoer en goederentreinen, waardoor op grote schaal kon worden getransporteerd.
Frans Maas overleed op 12 december 1932 in het Sint Laurentiusziekenhuis te Roermond en werd op 14 december te Venlo begraven.
Schoonzoon Sjang Ebus en diens zonen Paul en Frans hebben het bedrijf tot grote bloei gebracht. Het bedrijf is in 1985 verkocht aan de Nationale Investeringsbank ter voorbereiding van de beursgang in datzelfde jaar. 